# Sosylos
Sosylos (griechisch Σωσύλος Sōsýlos) war ein antiker griechischer Geschichtsschreiber aus Sparta.
Sosylos begleitete Cornelius Nepos zufolge zusammen mit dem Geschichtsschreiber Silenos von Kaleakte den karthagischen Feldherrn Hannibal während des Zweiten Punischen Krieges, „solange das Schicksal es zuließ“, und unterrichtete ihn im Griechischen.
Sosylos schilderte den Krieg in einem Werk, das aus sieben Büchern bestand. Es ist bis auf ein Fragment aus dem 4. Buch auf einem Papyrus (Würzburger Papyrus) nicht direkt erhalten, wurde aber von späteren Historikern wie Polybios (der ihn zusammen mit Chaireas erwähnt und gegen beide polemisiert) und Diodor verwendet. In dem Würzburger Papyrus-Fragment berichtet Sosylos ausführlich über einen Seesieg Massilias über die Karthager, an dem auch Römer beteiligt waren. Der Schlachtort ist nicht genau bekannt, wenngleich er oft an der Ebromündung lokalisiert und die Schlacht in das Jahr 217 v. Chr. gesetzt wird. Wie das Papyrus zeigt, machte Sosylos in seinem Werk durchaus wertvolle Angaben, weshalb die Kritik bei Polybios zumindest fragwürdig erscheint.

## Textausgaben
- Die Fragmente der griechischen Historiker bzw. Brill’s New Jacoby, Nr. 176 (mit englischer Übersetzung, Kommentar und biographischer Skizze von Duane Roller).